# باول شميت (مخترع)
باول شميت (بالألمانية: Paul Schmidt)‏ هو مهندس ومخترِع ألماني، ولد في 1898 في هاغن في ألمانيا، وتوفي في 1976 في ميونخ في ألمانيا.